# Jan Borukowski
Jan Borukowski herbu Junosza (ur. w 1524, zm. 15 kwietnia 1584 roku w Sieluniu) – biskup rzymskokatolicki, sekretarz Stefana Batorego, sekretarz królowej.
Sekretarz królewski od 1553 roku, podkanclerzy koronny od 1578 roku, biskup przemyski od 1583 roku, prepozyt płockiej kapituły katedralnej w 1581 roku, prepozyt w Łęczycy, kanonik krakowski w 1567 roku, kanonik warszawski w 1564 roku, kanonik poznański w 1559 roku, kanonik płocki w 1553 roku, proboszcz w Łękowie, Kowniewie, Przasnyszu i Łęczycy.
Jako sekretarz koronny podczas sejmu lubelskiego w 1569 roku uczestniczył w podpisywaniu aktu wcielenia do Korony Podlasia, Wołynia oraz Kijowszczyzny. W latach 1569–1570 pełnił urząd lustratora dóbr królewskich na Mazowszu.
W 1575 roku podpisał elekcję Maksymiliana II Habsburga.
Pochowany w kościele parafialnym św. Rocha w Cieksynie.